# Vladimir Petković
Vladimir Petković, född den 15 augusti 1963 i Sarajevo, är en kroatisk-bosnisk före detta professionell fotbollsspelare och sedermera tränare. 

## Meriter

### Som spelare
Sarajevo
- Jugoslaviska förstaligan: 1984–85

### Som tränare
Malcantone Agno
- 1. Liga Classic: 2002–03

Lazio
- Coppa Italia: 2012–13